# All-Star Game de la NBA 1973
El 23.er All-Star Game de la NBA de la historia se disputó el día 23 de enero de 1973 en el Chicago Stadium de la ciudad de Chicago, Illinois. El equipo de la Conferencia Este estuvo dirigido por Tom Heinsohn, entrenador de Boston Celtics y el de la Conferencia Oeste por Bill Sharman, de Los Angeles Lakers. La victoria correspondió al equipo del Este, por 104-84, siendo elegido MVP del All-Star Game de la NBA el pívot de los Celtics Dave Cowens, que consiguió 15 puntos y 13 rebotes. El equipo del Oeste se vio forzado a jugar sin sus dos mejores anotadores, Kareem Abdul-Jabbar y Rick Barry, anotando la menor cantidad de puntos en un All-Star desde la implantación del reloj de 24 segundos en 1954, consiguiendo tan solo 84 puntos. Por el equipo del este destacó también Elvin Hayes, que consiguió 12 puntos y 10 rebotes, mientras que por el Oeste fue el pequeño base de los Kansas City-Omaha Kings "Tiny" Archibald el máximo anotador, con 17 puntos. Cabe mencionar también la actuación de Sidney Wicks, que llegó al partido como sustituto del lesionado Barry, que consiguió 13 puntos en su debut en un partido de las estrellas.

## Estadísticas

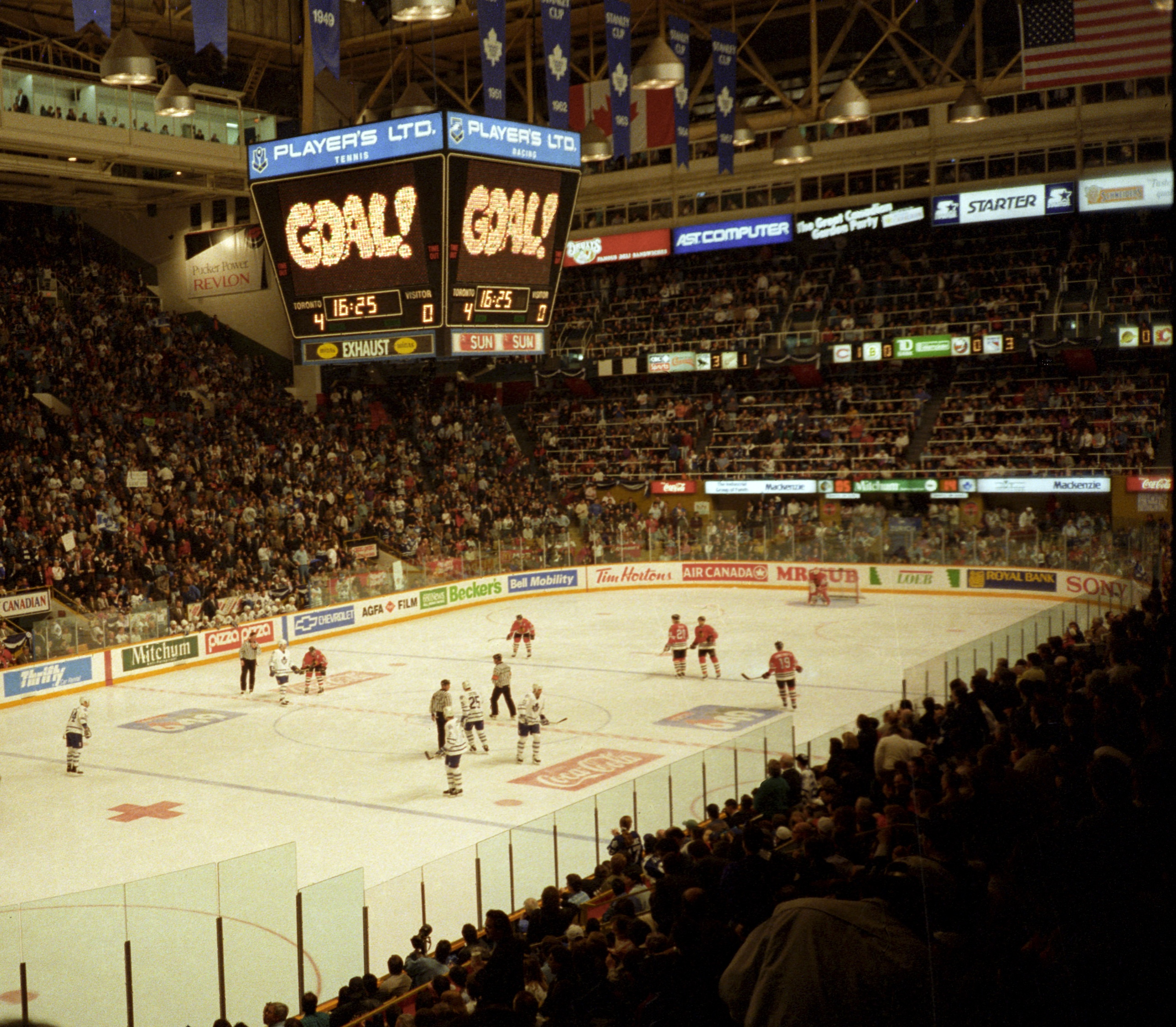
Interior del Chicago Stadium, sede del All-Star de 1973.

### Conferencia Oeste
| CONFERENCIA OESTE              |                                                  |                                                  |                                                  |                                                  |                                                  |                                                  |                                                  |                                                  |
| Jugador, Equipo                | MIN                                              | TCA                                              | TCI                                              | TLA                                              | TLI                                              | REB                                              | AST                                              | PTS                                              |
| Spencer Haywood, Seattle       | 22                                               | 5                                                | 10                                               | 2                                                | 2                                                | 10                                               | 0                                                | 12                                               |
| Sidney Wicks, Portland         | 24                                               | 4                                                | 10                                               | 5                                                | 5                                                | 5                                                | 1                                                | 13                                               |
| Wilt Chamberlain, Los Angeles  | 22                                               | 1                                                | 2                                                | 0                                                | 0                                                | 7                                                | 3                                                | 2                                                |
| Nate Archibald, K.C.-Omaha     | 27                                               | 6                                                | 12                                               | 5                                                | 5                                                | 1                                                | 5                                                | 17                                               |
| Jerry West, Los Angeles        | 20                                               | 3                                                | 6                                                | 0                                                | 0                                                | 4                                                | 3                                                | 6                                                |
| Dave Bing, Detroit             | 19                                               | 0                                                | 4                                                | 2                                                | 2                                                | 3                                                | 0                                                | 2                                                |
| Bob Lanier, Detroit            | 12                                               | 5                                                | 9                                                | 0                                                | 0                                                | 6                                                | 0                                                | 10                                               |
| Bob Love, Chicago              | 12                                               | 2                                                | 4                                                | 2                                                | 2                                                | 3                                                | 0                                                | 6                                                |
| Charlie Scott, Phoenix         | 14                                               | 0                                                | 5                                                | 0                                                | 0                                                | 2                                                | 2                                                | 0                                                |
| Nate Thurmond, Golden State    | 14                                               | 2                                                | 5                                                | 0                                                | 0                                                | 4                                                | 1                                                | 4                                                |
| Chet Walker, Chicago           | 16                                               | 1                                                | 5                                                | 2                                                | 2                                                | 1                                                | 0                                                | 4                                                |
| Bob Dandridge, Milwaukee       | 11                                               | 2                                                | 4                                                | 0                                                | 0                                                | 3                                                | 0                                                | 4                                                |
| Gail Goodrich, Los Angeles     | 16                                               | 1                                                | 7                                                | 0                                                | 0                                                | 2                                                | 1                                                | 2                                                |
| Connie Hawkins, Phoenix        | 11                                               | 1                                                | 5                                                | 0                                                | 0                                                | 2                                                | 3                                                | 2                                                |
| Kareem Abdul-Jabbar, Milwaukee | Seleccionado, pero recibió permiso para no jugar | Seleccionado, pero recibió permiso para no jugar | Seleccionado, pero recibió permiso para no jugar | Seleccionado, pero recibió permiso para no jugar | Seleccionado, pero recibió permiso para no jugar | Seleccionado, pero recibió permiso para no jugar | Seleccionado, pero recibió permiso para no jugar | Seleccionado, pero recibió permiso para no jugar |
| Rick Barry, Golden State       | Seleccionado, pero no jugó por lesión            | Seleccionado, pero no jugó por lesión            | Seleccionado, pero no jugó por lesión            | Seleccionado, pero no jugó por lesión            | Seleccionado, pero no jugó por lesión            | Seleccionado, pero no jugó por lesión            | Seleccionado, pero no jugó por lesión            | Seleccionado, pero no jugó por lesión            |
| Totales                        | 240                                              | 33                                               | 88                                               | 18                                               | 18                                               | 53                                               | 19                                               | 84                                               |

MIN: Minutos. TCA: Tiros de campo anotados. TCI: Tiros de campo intentados. TLA: Tiros libres anotados. TLI: Tiros libres intentados. REB: Rebotes. AST: Asistencias. PTS: Puntos

### Conferencia Este
| 'CONFERENCIA ESTE          |     |     |     |     |     |     |     |     |
| Jugador, Equipo            | MIN | TCA | TCI | TLA | TLI | REB | AST | PTS |
| John Havlicek, Boston      | 22  | 6   | 10  | 2   | 5   | 3   | 5   | 14  |
| Dave DeBusschere, New York | 25  | 4   | 8   | 1   | 2   | 7   | 2   | 9   |
| Dave Cowens, Boston        | 30  | 7   | 15  | 1   | 1   | 13  | 1   | 15  |
| Pete Maravich, Atlanta     | 22  | 4   | 8   | 0   | 0   | 3   | 5   | 8   |
| Walt Frazier, New York     | 26  | 5   | 15  | 0   | 0   | 6   | 2   | 10  |
| Elvin Hayes, Baltimore     | 16  | 4   | 13  | 2   | 2   | 12  | 0   | 10  |
| Lou Hudson, Atlanta        | 9   | 2   | 8   | 2   | 2   | 2   | 0   | 6   |
| Bob Kauffman, Buffalo      | 9   | 1   | 2   | 1   | 2   | 1   | 1   | 3   |
| John Block, Philadelphia   | 5   | 2   | 4   | 0   | 0   | 2   | 0   | 4   |
| Bill Bradley, New York     | 12  | 2   | 5   | 0   | 0   | 1   | 0   | 4   |
| Jack Marin, Houston        | 11  | 2   | 6   | 0   | 0   | 4   | 1   | 4   |
| Wes Unseld, Baltimore      | 11  | 2   | 4   | 0   | 0   | 5   | 1   | 4   |
| Jo Jo White, Boston        | 18  | 3   | 7   | 0   | 0   | 5   | 5   | 6   |
| Lenny Wilkens, Cleveland   | 24  | 3   | 8   | 1   | 2   | 2   | 1   | 7   |
| Totales                    | 240 | 47  | 113 | 10  | 16  | 66  | 24  | 104 |

MIN: Minutos. TCA: Tiros de campo anotados. TCI: Tiros de campo intentados. TLA: Tiros libres anotados. TLI: Tiros libres intentados. REB: Rebotes. AST: Asistencias. PTS: Puntos